# جاك ويلسون (لاعب كريكت أسترالي)
جاك ويلسون (20 أغسطس 1921 - 13 أكتوبر 1985) (بالإنجليزية: Jack Wilson)‏ هو لاعب كريكت أسترالي. شارك مع منتخب أستراليا الوطني للكريكت.

## وصلات خارجية
- جاك ويلسون على موقع إي آس بي آن كريك إنفو (الإنجليزية)